# Josh Abraham
Josh Abraham est un producteur de musique américain. Il produit des albums de groupes comme Velvet Revolver, Thirty Seconds to Mars, Staind, Limp Bizkit, Courtney Love, Static-X, Deadsy, Orgy, Linkin Park, Atreyu et 10 Years. Abraham produit le premier album de Crazy Town, The Gift of Game, qu'inclut le hit "Butterfly", qui les place au sommet des classements.